# 요코하마 시사이드라인
주식회사 요코하마 시사이드라인(일본어: 株式会社横浜シーサイドライン)은 일본 가나가와현의 철도 기업이다.

## 역사
- 1983년 4월 22일: 설립.
- 1989년 7월 5일: 가나자와 시사이드 라인이 개통.
- 2007년 3월 18일: PASMO 도입.
- 2011년 2월 26일: 2000형 전동차를 도입.

## 보유 노선
- 가나자와 시사이드 선: 10.6 km

## 보유 차량

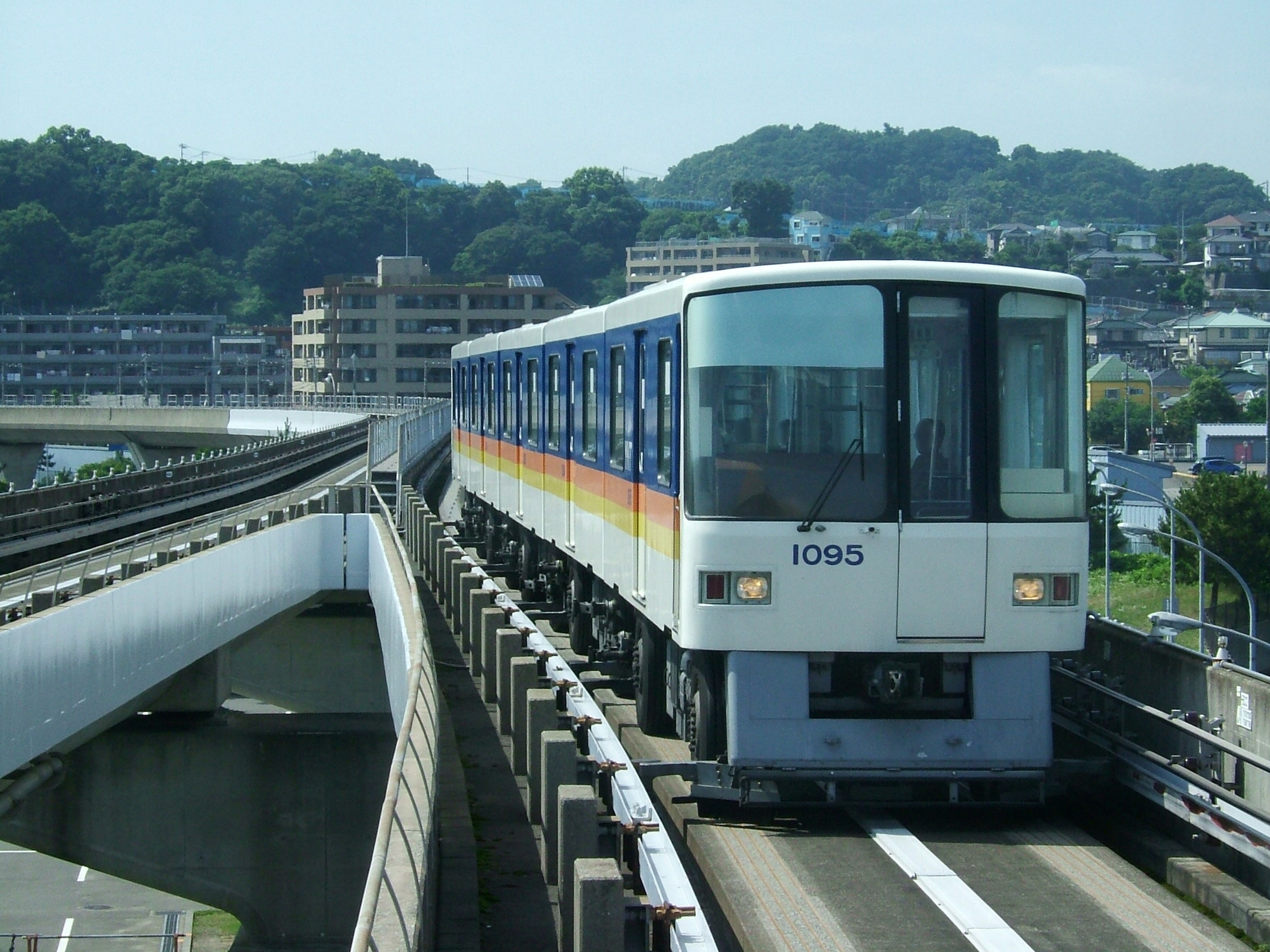
1000형
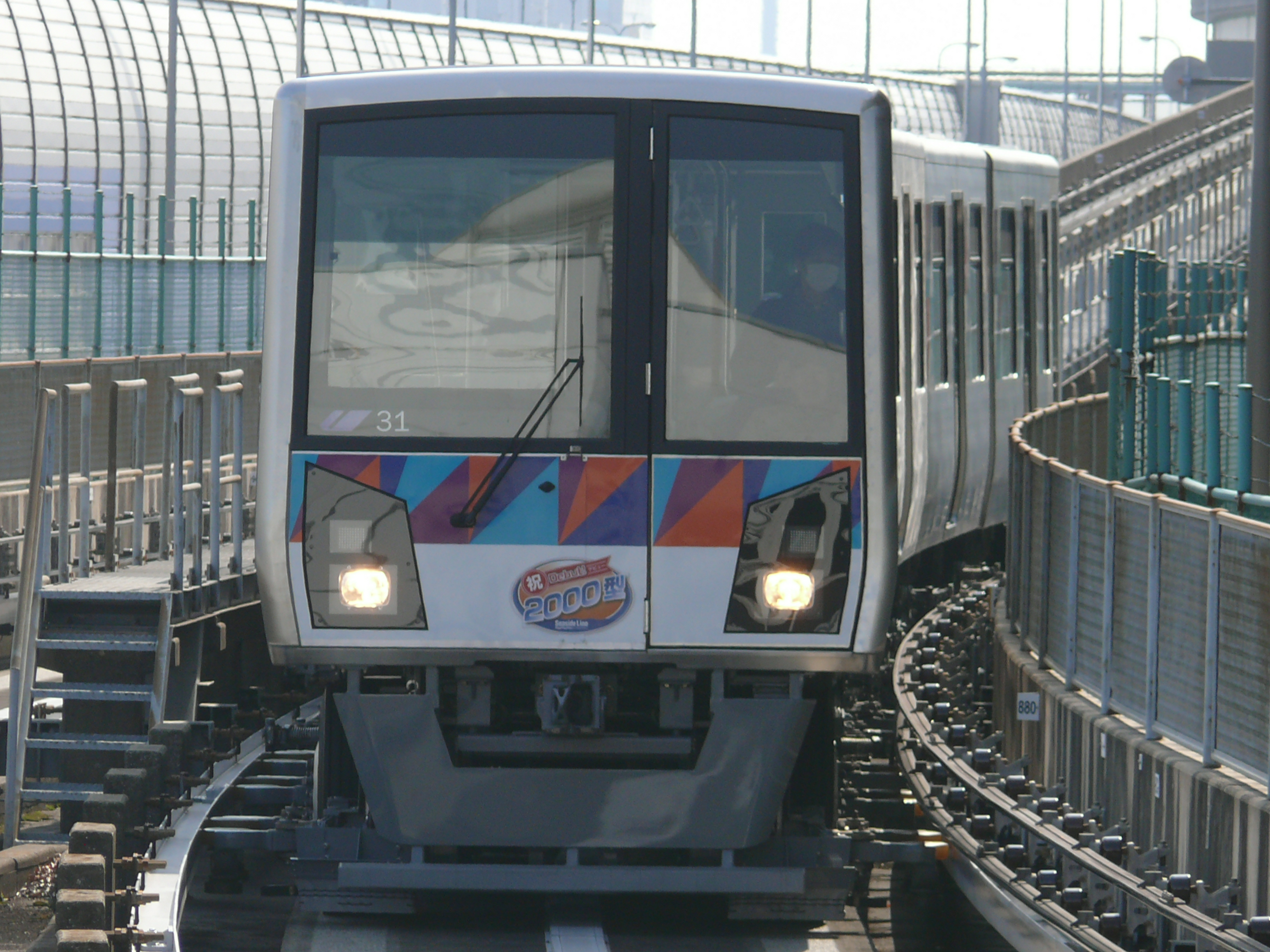
2000형

- 1000형
- 2000형

## 운임
| 킬로 | Suica 이용 | 표 이용 |
| ---- | ---------- | ------- |
| 0-2  | 234        | 240     |
| 3-4  | 265        | 270     |
| 5-7  | 295        | 300     |
| 8-11 | 316        | 320     |

요코하마시가 발급하는 경로 특별 승차증이나 복지 특별 승차권을 이용할 수 있습니다. 다만, 승차권으로 교환해야 합니다.